# Custer (serie televisiva)
Custer è una serie televisiva statunitense in 17 episodi trasmessi per la prima volta nel corso di una sola stagione nel 1967. Negli Stati Uniti è conosciuta anche con il titolo The Legend of Custer.

## Trama
È una serie western incentrata sulle vicende del generale George Armstrong Custer (interpretato da Wayne Maunder) durante la guerra civile americana. Robert F. Simon interpreta il comandante di Custer, il generale Alfred H. Terry, che disapprova i suoi capelli lunghi e gran parte delle sue metodologie di combattimento contro gli indiani. La storia comincia nel 1868 quando Custer viene retrocesso dal grado di generale a comandante del Settimo Cavalleria presso Fort Hays, nel Kansas.

## Personaggi e interpreti
- Tenente Colonnello George Armstrong Custer (17 episodi, 1967), interpretato da Wayne Maunder.
- Generale Alfred Terry (17 episodi, 1967), interpretato da Robert F. Simon.
- Sergente James Bustard (17 episodi, 1967), interpretato da Peter Palmer.
- California Joe Milner (17 episodi, 1967), interpretato da Slim Pickens.
- Cavallo Pazzo (17 episodi, 1967), interpretato da Michael Dante.
- Trooper Rio (5 episodi, 1967), interpretato da Hick Hills.
- Capitano Myles Keogh (4 episodi, 1967), interpretato da Grant Woods.

## Produzione
La serie fu prodotta da 20th Century Fox Television e girata negli studios della 20th Century Fox a Century City e nel 20th Century Fox Ranch a Calabasas in California. Le musiche furono composte da Richard Markowitz, Josep Mullendore e Leith Stevens.
In patria Custer affrontò la concorrenza della serie western della NBC Il virginiano e della serie della CBS Lost in Space. Lo spettacolo fu annullato anche a causa della protesta di alcune frange di nativi americani.

## Guest star
Le guest star includono: Lloyd Bochner, Rory Calhoun, Philip Carey, James Daly, Burr DeBenning, Yvonne De Carlo, Gene Evans, Arthur Franz, Billy Gray, Barbara Hale, Stacy Harris, Earl Holliman, Robert Loggia, Darren McGavin, Ralph Meeker, Mary Ann Mobley, Agnes Moorehead, Edward Mulhare, Kathleen Nolan, Larry Pennell, Paul Petersen, Donnelly Rhodes, Chris Robinson, Ned Romero, Barbara Rush, Albert Salmi, William Smith, Dub Taylor, Ray Walston, James Whitmore, e William Windom.

### Registi
Tra i registi della serie sono accreditati:
- László Benedek in 3 episodi
- Lawrence Dobkin in 3 episodi
- Leo Penn in 3 episodi
- Herschel Daugherty in 2 episodi
- Norman Foster in 2 episodi

## Distribuzione
La serie fu trasmessa negli Stati Uniti dal 6 settembre 1967 al 27 dicembre 1967 sulla rete televisiva ABC. In Italia è stata trasmessa con il titolo Custer.
Alcune delle uscite internazionali sono state:
- negli Stati Uniti il 6 settembre 1967 (Custer)
- in Finlandia il 21 marzo 1969 (distribuito al cinema) (Viimeinen linnake)
- in Germania Ovest (Colonel Custer)
- in Italia (Custer)

## Episodi
| Stagione       | Episodi | Prima TV USA |
| -------------- | ------- | ------------ |
| Prima stagione | 17      | 1967         |